# Soy así (canción de José José)
"Soy así" es es título de una balada escrita y producida por el compositor, arreglista y productor musical español Rafael Pérez-Botija e interpretada por el artista mexicano José José, tomado de su 24.º álbum de estudio, Soy así (1987). Fue lanzado como el sencillo principal del álbum el 31 de agosto de 1987 bajo el sello discográfico RCA Ariola. Esta canción se convirtió en el segundo sencillo número uno del artista en la lista Billboard Hot Latin Tracks, luego del sencillo "Y quién puede ser? " un año antes. En 2005, el fallecido "cantante" mexicano Valentín Elizalde grabó una versión del sencillo y lo incluyó en su álbum del mismo nombre.

## Antecedentes
"Soy Así" fue escrita y producida por Rafael Pérez-Botija, quien trabajó previamente con José José en los álbumes Volcán (1978), Si Me Dejas Ahora (1979), Amor, Amor (1980), Gracias (1981), Mi Vida (1982), Reflexiones (1984), y Promesas (1985). José José dijo a la revista Selecciones que durante los años 1985 a 1987 tuvo una crisis personal porque "mi vida transcurría en aviones, camiones, encerrada en una habitación de hotel". Su hija nació en 1982 y eso más o menos equilibró su matrimonio, pero después de un tiempo se divorció de su entonces esposa. En el mismo año también terminó su relación laboral con su gerente, quien también era su cuñado. Durante estos hechos, y su continua batalla contra el alcoholismo, José José grabó su disco Soy Así .

## Rendimiento posicional y versiones.
La canción debutó en la lista Billboard Hot Latin Tracks en el número 22 el 28 de noviembre de 1987 y subió al top diez dos semanas después. Alcanzó la primera posición de la lista el 16 de enero de 1988, reemplazando a "Y tú también llorarás" del artista venezolano José Luis Rodríguez "El Puma" y siendo reemplazado una semana después por "Ay amor" de Ana Gabriel. "Soy así" se ubicó en el puesto número siete del Hot Latin Tracks Year-End Chart de 1988 .
"Soy así" ha sido grabada por varios intérpretes, entre ellos Valentín Elizalde quien la lanzó como sencillo de su álbum del mismo título en 2005, alcanzando el puesto número 28 en el Billboard Latin Regional Mexican Airplay. Elefante, Juan Garza, Banda Horóscopos y Alamenos de la Sierra también grabaron su propia versión del tema.

### Listas
| Lista (1988)                    | Máxima posición |
| ------------------------------- | --------------- |
| U.S. Billboard Hot Latin Tracks | 1               |

### Sucesión en las listas
| Predecesor: «Y tú también llorarás» de José Luis Rodríguez "El Puma" | U.S. Billboard Hot Latin Tracks — Sencillo N°. 1 16 de enero de 1988 - 22 de enero de 1988 | Sucesor: «Ay amor» de Ana Gabriel |